# Friderik Henrik Oranski
Friderik Henrik Oranski (nizozemsko: Frederik Hendrik van Oranje), knez Oranski, * 29. januar 1584, Delft, 14. marec 1647, Haag.
Friderik Henrik je bil najmlajši sin Viljema I. Oranskega. Leta 1625 je kot knez nasledil polbrata Mavricija. Skupščine so mu dodelile tudi nekdanje Mavricijeve službe: položaj vrhovnega poveljnika vojske in položaje stadhouderja (državnega namestnika) v provincah Holandija, Zelandija, Utrecht, Overijssel in Gelderland in (leta 1640) Greningen. Uravnovesil je politične razmere v Republiki Nizozemski. Nadaljeval je osamosvojitveno vojno s Španijo in razširil meje Republike (približno) na velikost današnje Nizozemske. Bil je spreten politik in priznan vojskovodja. Podpiral je umetnost in iz svoje rezidence v Haagu ustvaril značilen holandski dvor.

## Pred prevzemom vodilnih položajev
Kot najmlajši od naslednikov Viljema I. Oranskega in sin francoske matere Louise de Coligny (hčerke v šentjernejski noči ubitega vodje hugenotov Gasparda de Colignyja) je bil prvotno vzgajan za kariero v Franciji. Na željo polbrata Mavricija, ki ni bil poročen (in skupščine Republike), je prišel študirat na univerzo v Leidnu. Sedemnajstletnega so vključili v državni svet (raad van state), razne diplomatske misije in večino Mavricijevih vojaških operacij. Med versko-politično krizo v letih 1617-19 se je držal ob strani, a so bile njegove simpatije na strani zmernih (t. j. remonstrantov). Šele pri štiridesetih, tri tedne pred Mavricijevo smrtjo, se je poročil z Amalijo von Solms, dvorno damo in tesno prijateljico nesojene češke kraljice Elizabete (soproge Friderika V. Palatinskega), ki je s svojim dvorom našla zatočišče v Haagu..

## Urejanje razmer v Republiki
Ob Mavricijevi smrti leta 1625 so bile gospodarske in politične razmere v Republiki zelo slabe: znotraj dežele so skrajni kalvinisti (stranka proti-remonstrantov) z izzivanji in izgredi izvajali teror nad versko zmernejšimi in politično mirnejšimi remonstranti; od zunaj so napadali Španci, ki so oblegali mesto Breda (in ga dva meseca po Mavricijevi smrti zavzeli); katoliške čete so se v tridesetletni vojni iz Palatinata nevarno približevale vzhodni meji Republike; za vojsko pa ni bilo denarja, niti ne politične volje, da bi ga zagotovili s posojili.
Friderik Henrik se je lotil urejanja razmer mirno, previdno a odločno. Bil je najbolj privlačna osebnost Oranske družine po Viljemu I., karizmatičen, preudaren, previden, državnik, ki je vedno dajal prednost kompromisu in srednji poti. Najprej je objavil, da vojska ne bo več preganjala mirnih shodov remonstrantov, temveč le izgrede in nasilje. Potem je v mestnih upravah previdno podpiral remostrante in jim pomagal, da so v nekaterih mestih spet prišli na oblast. Ravnotežje med političnima stranema je nato vzdrževal tako, da je vedno podpiral šibkejšo stran. Ne da bi menjal ljudi, je dosegel v javnosti večjo sproščenost, spet so se začeli pojavljati pamfleti in karikature, ki so se, kot nekoč, upale kritizirati oblast. Tedaj je nastala poznana Rembrandtova slika kamenjanje sv. Štefana, ki namiguje na juridični umor Johana van Oldenbarnevelta, političnega nasprotnika Mavricija in proti-remonstrantov.

## Bojevanje s Španijo
V mednarodnem okolju je šla Frideriku Henriku na roko odločitev Špancev leta 1625, da (zaradi lastnih slabosti) prenehajo z ofenzivno taktiko in zmanjšajo svojo vojsko v Flandriji na obrambno postavitev. Friderik Henrik se je povezal z Angleži in prepričal zvezno skupščino, da je v naslednji letih namenjala vse več denarja za vojsko, tako da je vojska Republike leta 1627 z 58.000 možmi že presegala špansko flandrijsko vojsko. Tega leta so katoliške čete (v tridesetletni vojni) prodrle do vzhodne meje Republike, kjer je ta zavzela obrambne položaje.
Aprila 1629, ko je vojska Republike štela že 77.000 mož, je knez napadel utrjeno špansko trdnjavo 's-Hertogenbosch, in odrezal oskrbo katoliškim četam na vzhodu. Začel se je njegov zmagoviti prodor proti jugu v drugem delu nizozemske osamosvojitvene vojne, ki je v glavnem oblikoval meje današnje Nizozemske.
Friderik Henrik bi prodiral še naprej, vendar je temu nasprotovala skupščina najmočnejše province Holandije, ki je bila dolžna prispevati 58% sredstev za vojsko. Da bi lahko vojaške operacije kljub temu nadaljeval, se je Friderik Henrik začel o njih dogovarjati s Francijo. A so gospodarstveniki nasprotovali tudi tem pogovorom in knez je bil prisiljen približati se političnim stališčem proti-remonstrantov (tako kot leta 1573 njegov oče) in pogajanja skriti v ožji krog zaupnikov, da je lahko sklenil pakt s Francijo o skupni osvojitvi in razdelitvi španske Nizozemske. Francija naj bi prispevala denar tudi za vojsko Republike. A skupni napad na špansko Nizozemsko leta 1635 se je izjalovil že na samem začetku in knez se je komaj izognil katastrofi. V naslednjih letih so pristaši miru na obeh straneh meje postajali vse močnejši in končno se jim je moral pridružiti tudi knez, še zlasti ker se je zaradi protina na hitro postaral. Umrl je pred sklenitvijo miru.

## Dinastične ambicije
Friderik Henrik je bil mož izbranega okusa z velikim prestižem doma in v tujini. Odposlanci francoskega kralja Ludvika XIII. so ga je leta 1636 začel naslavljati z Vaša Visokost, nagovorom, ki je pripadal le kraljem, in nizozemska skupščina je temu sledila. Leta 1641 je uspel poročiti sina Viljema z Marijo Stuart, hčerko angleškega kralja Karla I. To je bila prva sorodstvena vez rodbine Orange-Nassau s kraljevo krvjo in je močno povečala njen ugled v Evropi. Vez je bila v popolnem nasprotju s pojmom republike, a oblasti so gledale na poroko praktično, kot na koristno politično potezo.
Knez je z leti postajal vse bolj zapravljiv. Obnavljal je svoje palače (Noordeinede v centru Haaga) in gradil nove (Huis ten Bosch). Podpiral je umetnike kot so Rembrandt, Lieves, Honthorst, van Campen, van Poelenburgh in Moreelse ter kupoval slike baročnih umetnikov iz južne Nizozemske (Rubens, van Dyck). Njegov svetovalec na področju kulture je bil izobraženi Constantijn Huygens, poznavalec umetnosti, arhitekture in kulture na splošno in sam velik pesnik, poleg njega pa soproga Amalia von Solms, ki je vzpodbujala knezove dinastične ambicije in prispevala k vzdušju blišča in rafinirane elegance, ki so postali karakteristični za stadhouderjev dvor v Haagu.
Po smrti Friderika Henrika je knežji naslov podedoval njegov sin Viljem II. Nasledil je tudi očetove službe: položaj glavnega poveljnika vojske in stadhouderate v provincah.

## Družina
Friderik Henrik se je poročil z Amalio von Solms-Braunfels (1602 - 1675). Imela sta 9 otrok:
1. Viljem II. (1626 - 1650) ), knez Oranski ∞ Marija Stuart, hči angleškega kralja Karla I.
2. Louise Henriette (1627 - 1667) ∞ Friderik Viljem, Veliki volilni knez Brandenburga
3. Henriette Amalia (1628 - 1628) umrla stara dva meseca
4. Elisabeth (1630) umrla pri porodu
5. Isabella Charlotte (1632 - 1642)
6. Albertine Agnes (1634 - 1696) ∞ grof Willem Frederik van Nassau-Dietz, stadhouder v Friziji (njun vnuk je leta 1702 podedoval naziv knez Oranski, njegovi potomci so današnji nizozemski kralji)
7. Henriette Catharina (1637 - 1708) ∞ knez Johann Georg II. von Anhalt-Dessau
8. Hendrik Lodewijk (1639 - 1639) umrl star en mesec
9. Maria (1642 - 1688) ∞ palatinski grof Ludwig Heinrich Moritz von Simmern